# 도미타 데쓰로
도미타 데쓰로(일본어: 冨田 哲郎, 1951년 10월 10일~)는 일본의 기업인이며 동일본여객철도(JR 동일본) 이사 회장이다.

## 주요 경력
- 1951년 : 도쿄도에서 태어남
- 1974년 4월 : 도쿄 대학 법학부를 졸업한 후 일본국유철도에 입사
- 1987년 4월 : 철도 민영화에 의한 동일본여객철도에 입사, 도쿄권 운행본부(현 도쿄 지사 외) 총무부 인사과장
- 2000년 6월 : 이사·종합기획본부 경영관리부장
- 2003년 6월 : 상무·종합기획본부 부본부장
- 2008년 6월 : 부사장·사업창조본부장
- 2009년 6월 : 부사장·종합기획본부장
- 2012년 4월 : 동일본여객철도 사장[1]
- 2018년 4월 : 동일본여객철도 회장[2]

## 사외 경력
- 2018년 6월 : 일본 경제 단체 연합회 부회장[3]

## 에피소드
- 성격은 온화하며 언행과 태도가 부드럽고 뒷바라지를 잘한다. 회의에서는 전임 사장이던 세이노 사토시에게서 혼난 직원을 돕는 일을 맡기도 하여[4] 다혈질 성격이 많은 국유철도 출신자 중에서는 이질적인 존재이다.
- 취미는 드라이브이며, ‘철도에 있어서는 라이벌이지만 장점을 아는 것도 중요’하다고 하여 주말엔 장시간 운전하는 일도 있다고 한다.[4]
- 좌우명은 ‘일이 잘 안된다고 고민하지 말고 일이 잘된다고 들떠있지 말라’[4]